# Allan Mustafa
Allan „Seapa“ Mustafa (* 29. September 1985) ist ein britischer Comedian und Drehbuchautor, der vor allem für seine Rolle von Anthony „MC Grindah“ Zografos in der BBC-Mockumentary People Just Do Nothing bekannt ist.

## Leben
Allan Mustafa wurde als Sohn von Einwandern geboren und wuchs in einem Vorort von London auf. Sein Vater stammte aus dem Irak, seine Mutter stammt aus Tschechien. Sein Pseudonym „Seapa“ legte er sich als Teenager zu, als er sich an einer Karriere als MCing / Musiker versuchte.
Von 2014 bis 2018 war er in der Comedy-Mockumentary People Just Do Nothing als die Hauptfigur Anthony „MC Grindah“ Zografos zu sehen. Für die Serie, deren Mitschöpfer er war, schrieb er auch die Drehbücher. Die Mockumentary persifliert die Garage Scene in Brentford und in Isleworth in West-London, wo mehrere der Darsteller aufwuchsen. Mustafa hatte das Format an frühere Projekte angelehnt. Alles hatte mit einer Reihe selbstgemachter Videos mit Sketchen im Internet, besonders YouTube-Mockumentary-Videos über einen fiktiven Piratensender, begonnen, die Mustafa mit seinen neuen Freunden vom College Hugo Chegwin, Steve Stamp und Asim Chaudhry erstellte und von einer Gruppe von Piratensender-DJs mit Sitz in Brentford erzählen, die reich und berühmt werden wollen. Ab 2014 liefen insgesamt fünf Staffeln bei der BBC. Nach seinem Ausstieg im Jahr 2018 wurden Mustafa und seine Kollegen auch von Radiosendern und Clubs gebucht, wo sie ihre Rollen aus der Serie einnahmen. Im Jahr 2020 war Mustafa in der Filmkomödie Love Wedding Repeat von Dean Craig in der Rolle von Chaz zu sehen.
Im Jahr 2019 begann Mustafa mit der Adaption der Comedy-Mockumentary als Film mit dem Titel People Just Do Nothing: Big In Japan. Der Film kam im August 2021 in die Kinos im Vereinigten Königreich und wurde sowohl von Fans als auch von Kritikern positiv aufgenommen.

## Filmografie
- 2014–2018: People Just Do Nothing (Comedy-Serie, 27 Folgen, auch als Autor)
- 2020: Love Wedding Repeat
- 2021: People Just Do Nothing: Big in Japan (auch als Autor)

## Auszeichnungen
British Screenwriters’ Award
- 2017: Nominierung in der Kategorie Best Comedy Writing on Television (People Just Do Nothing)